# F-1 (motor de coet)
L'F-1 és un motor de coet desenvolupat per Rocketdyne i utilitzat en el Saturn V. S'utilitzaven cinc motors F-1 al primer tram S-IC de cada Saturn V, que era el vehicle de llançament principal del programa Apollo. L'F-1 encara és el motor de coet de combustible líquid monocameral més potent que s'ha desenvolupat mai (l'RD-170 és més potent, però té quatre cambres). Era un motor kerolox, és a dir, funcionava amb una mescla d'RP-1 i oxigen líquid.

## Història
L'F-1 fou originalment desenvolupat per Rocketdyne per complir amb una demanda de la USAF per un motor coet de grans dimensions. El treball realitzat es traduí en dos motors, l'E-1 i el més gran F-1. Tot i que l'E-1 fou provat amb èxit, es veié que era tecnològicament més complex de desenvolupar i s'optà pel F-1. La USAF arribà a parar el desenvolupament del F-1 per la manca de necessitat d'un motor tan gran, però la NASA cregué que un motor tan potent podia ser útil i contractà Rocketdyne per acabar-ne el desenvolupament. Les proves en banc de components del F-1 començaren el 1957 i les proves amb el motor complet el març del 1959.
Els primers set anys de proves estigueren marcats per inestabilitats en la combustió, que arribaren a provocar fallades catastròfiques. La combustió generava oscil·lacions a 4 kHz amb harmònics a 24 kHz que excitaven l'estructura de la camera de combustió posant en perill la integritat del motor. Els enginyers desenvoluparen una tècnica per provar noves configuracions que disminuisin la inestabilitat. Aquesta tècnica consistia a detonar petites càrregues (RDX, C-4 i pólvora) en un tub que connectava amb la camera de forma tangencial. Així s'aconseguia generar inestabilitats controlades i s'observava la resposta del sistema. Així els dissenyadors pogueren experimentar amb diverses configuracions d'injectors i trobar aquelles que eren més resistents a la inestabilitat. El problema fou solucionat entre el 1959 i el 1961. Finalment la combustió era estable i era capaç d'amortir inestabilitats induïdes de forma artificial en una dècima de segon.
L'F-1A, una versió millorada capaç de proporcionar un empenyiment de 8 MN a nivell del mar, fou posat a prova, però no arribà a volar.

## Especificacions

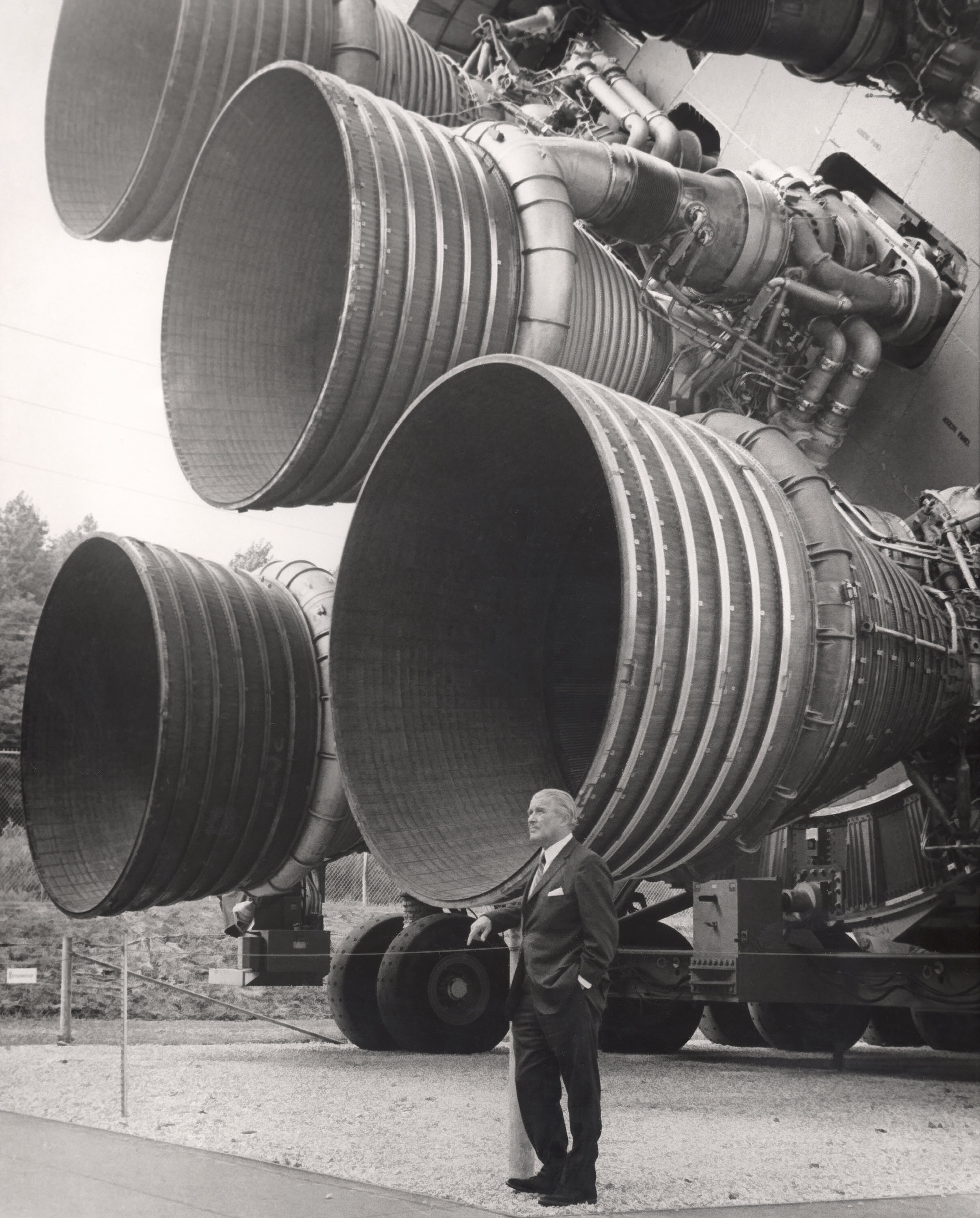
Wernher von Braun amb un motor F-1

|                               | Apollo 4, 6, i 8                        | Apollo 9–17                             |
| ----------------------------- | --------------------------------------- | --------------------------------------- |
| Empenyiment (nivell del mar): | 1,500,000 lbf (6.7 MN)                  | 1,522,000 lbf (6.77 MN)                 |
| Impuls específic:             | 260 segons (2.5 km/s)                   | 263 segons (2.58 km/s)                  |
| Pressió de càmera:            | 70 bar (1,015 psi; 7 MPa)               | 70 bar (1,015 psi; 7 MPa)               |
| Pes del motor en buit:        | 18,416 lb (8,353 kg)                    | 18,500 lb (8,400 kg)                    |
| Consum de motor:              | 20,096 lb (9,115 kg)                    | 20,180 lb (9,150 kg)                    |
| Altura:                       | 58 m (190 ft)                           | 58 m (190 ft)                           |
| Diametre:                     | 37 m (121 ft)                           | 37 m (121 ft)                           |
| Propel·lents:                 | LOX i RP-1                              | LOX i RP-1                              |
| Contractor:                   | NAA/Rocketdyne                          | NAA/Rocketdyne                          |
| Aplicat a:                    | Saturn V / S-IC primera fase - 5-motors | Saturn V / S-IC primera fase - 5-motors |